# Codex Regius (Nuovo Testamento)
Il Codex Regius (Gregory-Aland: Le o 019; Soden: ε 56) è un manoscritto onciale in greco datato all'VIII secolo. Contiene i vangeli canonici.

## Descrizione
Il codice contiene 257 spessi fogli di pergamena di 23,5 per 17 cm, contenenti un testo quasi completo dei quattro vangeli canonici, con cinque lacune: Vangelo secondo Matteo 4,22-5,14 e 28,17-20, Vangelo secondo Marco 10,16-30 e 15,2-20 e Vangelo secondo Giovanni 21,15-25. Il testo è disposto su due colonne per pagina, con 25 righe per colonna, in lettere onciali grandi e non arrotondate: la lettera phi è enorme. Spesso gli spiriti aspri e dolci sono aggiunti in maniera errata. Fu scritto senza cura da uno scriba ignorante, probabilmente più egiziano che greco, con una tendenza a scrivere in copto piuttosto che in greco (le due lingue si scrivono entrambe con l'alfabeto greco).
Contiene tavole dei κεφαλαια, τιτλοι, sezioni ammoniane, canoni eusebiani, e segni da lezionario.

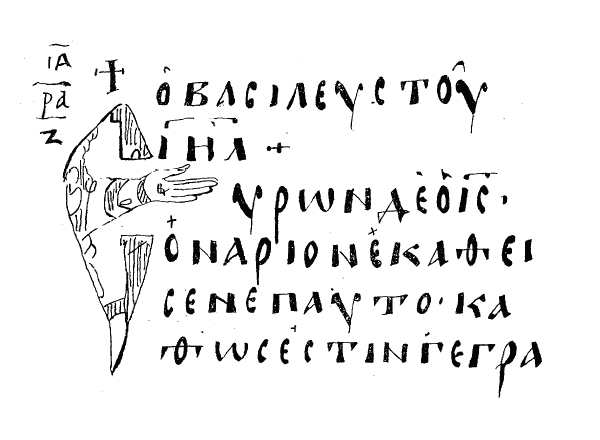
Giovanni 12:13-14 (facsimile)

### Critica testuale
Contiene due finali del Vangelo secondo Marco (come nei codici Ψ, 099, 0112, 274mg, 579, ℓ 1602) e Matteo 16,2b-3, mentre omette la pericope dell'adultera (Vangelo secondo Giovanni 7,53-8,11).
Omissioni
- Matteo 12,47[11] è omesso (come nei manoscritti Codex Sinaiticus, B, 1009, ℓ 12, ff1, k, syrc, syrs, copsa). Omette anche Marco 7,16[12], 9,44-46[13], 11,26[14], Luca 17,36[15] e Giovanni 5,4[16], mentre include Luca 22,43-44[17], contrariamente ad altri testimoni del tipo testuale alessandrino.
- Matteo 20,23[18] «και το βαπτισμα ο εγω βαπτιζομαι βαπτισθησεσθε» («e sarete battezzati del battesimo di cui io sarò battezzato») omesso come nei codici Sinaiticus, B, D, Z, Θ, 085, f1, f13, it, syrs, c, copsa.[19]
- Luca 9:55b-56a[20]« και ειπεν, Ουκ οιδατε ποιου πνευματος εστε υμεις; ο γαρ υιος του ανθρωπου ουκ ηλθεν ψυχας ανθρωπων απολεσαι αλλα σωσαι» («E disse: "Voi non sapete di quale spirito siete animati. Poiché il Figlio dell'uomo è venuto, non per perdere le anime degli uomini, ma per salvarle".») omesso come nei codici Sinaiticus B C Θ Ξ 33 700 892 1241 syr, copbo;[21]
- Luca 11:4[22] «αλλα ρυσαι ημας απο του πονηρου» («ma liberaci dal male») omesso come nei manoscritti {\displaystyle {\mathfrak {P}}}75, Sinaiticus, B, f1, 700, vg, syrs, copsa, bo, arm geo.[23]

Aggiunte
- In Matteo 27,49[24] il codice aggiunge il testo «ἄλλος δὲ λαβὼν λόγχην ἒνυξεν αὐτοῦ τὴν πλευράν, καὶ ἐξῆλθεν ὖδορ καὶ αἳμα» («l'altro gli trafisse il costato con una lancia, e subito ne uscì sangue ed acqua»). Questo testo deriva dal Vangelo secondo Giovanni 19,34[25] e ricorre in altri manoscritti del tipo testuale alessandrino (א, B, C, Γ, 1010, 1293, pc, vgmss).[26]